# 15434 Міттал
15434 Міттал (15434 Mittal) — астероїд головного поясу, відкритий 10 листопада 1998 року.
Тіссеранів параметр щодо Юпітера — 3,586.